# Datorspelsåret 2017
Datorspelsåret 2017 visas här med spel utgivna per månad

## Händelser
- 3 mars - Nintendo släpper sin konsol Switch.[1]

## Utgivningar
| Månad             | Dag | Titel                                        | Plattform(ar)                                    | Källa         |
| J A N U A R I     | 24  | Kingdom Hearts HD 2.8 Final Chapter Prologue | PS4                                              | [ 2 ]         |
| J A N U A R I     | 26  | Dragon Ball FighterZ                         | PC, PS4, Xbox One                                | [ 3 ]         |
| F E B R U A R I   | 7   | Nioh                                         | PS4                                              | [ 4 ]         |
| F E B R U A R I   | 13  | Kingdom Come: Deliverance                    | PC, PS4, Xbox One                                | [ 3 ]         |
| F E B R U A R I   | 28  | Horizon Zero Dawn                            | PS4                                              | [ 5 ]         |
| M A R S           | 3   | The Legend of Zelda: Breath of the Wild      | Nintendo Switch, Wii U                           | [ 6 ]         |
| M A R S           | 28  | Old Time Hockey                              | PC, PS4, Xbox One                                | [ 7 ]         |
| A P R I L         | 4   | Persona 5                                    | PS3, PS4                                         | [ 8 ]         |
| A P R I L         | 20  | God of War                                   | PS4                                              | [ 3 ]         |
| A P R I L         | 28  | Mario Kart 8 Deluxe                          | Nintendo Switch                                  |               |
| M A J             | 19  | Fire Emblem Echoes: Shadows of Valentia      | Nintendo 3DS                                     | [ 9 ]         |
| J U N I           | 30  | Crash Bandicoot N. Sane Trilogy              | PS4                                              | [ 10 ]        |
| J U L I           | 11  | Final Fantasy XII: The Zodiac Age            | PS4                                              | [ 11 ]        |
| J U L I           | 21  | Splatoon 2                                   | Nintendo Switch                                  |               |
| A U G U S T I     | 23  | The King's Bird                              | PC                                               | –             |
| S E P T E M B E R | 26  | Danganronpa V3: Killing Harmony              | PS4, PlayStation Vita                            | –             |
| S E P T E M B E R | 29  | Cuphead                                      | PC, Xbox One                                     | [ 12 ]        |
| O K T O B E R     | 10  | Middle-earth: Shadow of War                  | PC, PS4, Xbox One                                | [ 3 ]         |
| O K T O B E R     | 17  | South Park: The Fractured but Whole          | Nintendo Switch, PC, PS4, Xbox One               |               |
| O K T O B E R     | 27  | Super Mario Odyssey                          | Nintendo Switch                                  | [ 13 ]        |
| N O V E M B E R   | 3   | Call of Duty: WWII                           | PC, PS4, Xbox One                                | –             |
| D E C E M B E R   | 8   | Hello Neighbor                               | PC, PS4, Xbox One, Nintendo Switch, iOS, Android | [ 14 ] [ 15 ] |